# Солоне озеро (заказник)
Солоне озеро — гідрологічний заказник місцевого значення в Україні. Розташований на території Березанського району Миколаївської області, у межах Тузлівської сільської ради.
Площа — 375 га. Статус надано згідно з рішенням Миколаївської обласної ради № 448 від 23.10.1984 року задля збереження та охорони гідрологічних об'єктів.
Заказник розташований у межах грязево-сольового озера Солонець-Тузли, між селами Тузли та Вікторівка.
Територія заповідного об'єкта слугує для збереження та охорони гідрологічних об’єктів.